# Ševala Zildžić-Iblizović
Ševala Zildžić-Iblizović, född 1903, död 1978, var en bosnisk läkare. 
Hon blev 1931 den första muslimska kvinnliga läkaren i Bosnien, under en tid när muslimska bosniska flickor normalt var analfabeter. 